# Jay Lelliott
Jay Lelliott, född 1 februari 1995 i Dorchester, är en brittisk simmare.